# Mata János (grafikus)
szoboszlai Mata János (Hegyközkovácsi, 1907. december 12. – Nyírmihálydi, 1944. október 26.) költő, grafikus.

## Életpályája
Már zilahi gimnazista korában megjelentek első versei a Szilágyság című lapban; s írásai a Pásztortűzben. 1928-ban átszökött Magyarországra, Hajdúszoboszlóra. 1930-ban Debrecenbe költözött és bölcsészdoktorátust szerzett. 1937 elején kapott állást a városi levéltárban Tóth Endre költővel együtt. 1940-től ő töltötte be a Debreceni Egyetemen a román nyelvi lektor szerepét is. 1944-ben bombatámadás áldozata lett.

### Munkássága
Versei és tanulmányai jelentek meg debreceni lapokban. Irodalmi munkássága mellett jelentősek archaikus hangulatú fametszetei (Arany János Toldijához, Nagy-Kállói Fényes István Krónikájához, amely az ő gondozásában jelent meg 1943-ban), könyvdíszei stb. Tagja volt az Ajtósi Dürer Céhnek.

## Családja
Szülei: Mata Ferencz és Krayz Gizella voltak. Felesége, Leitner Rózsa volt.

## Művei
- Nyíladozó emberi elme. Thalestől Sokratesig (filozófiai értekezés, Debrecen, 1941)
- Erdész Ádám: Mata János. Rajzok, metszetek Mata János és Kner Imre levelezéséből; MMBKT, Békéscsaba, 2018 (Labor omnia vincit)